# Leptocharis
Leptocharis (лат.) — род коротконадкрылых жуков из подсемейства Scydmaeninae.

## Распространение
Встречаются в Западной Палеарктике: Алжир, Каталония (Испания), Корсика (Франция), Крит (Турция), Сардиния (Италия). Вид Leptocharis cretica изначально был неверно указан с острова Крит (Греция) из-за сходства написания на этикетках, что в 2009 году было исправлено с Crete (Греция) на реальное Crête Magri (юго-западная Турция).

## Описание
Мелкие коротконадкрылые красновато-коричневые жуки (1—2 миллиметра). Форма тела стройная. Антенны длиннее головы вместе с грудью, тонкие, три крайних членика немного толще и образуют узкую булаву. Голова довольно крупная, угловатая, с довольно мелкими фасеточными глазами. Она не заметно сужена кзади. Переднеспинка длиннее ширины, наиболее широкая немного к центру, с отчетливой центральной бороздой. Хорошей особенностью рода является то, что переднеспинка имеет выраженные, прямоугольные задние углы. Надкрылья овальные, каждое имеет глубокую продольную ямку у основания. Надкрылья покрывают все брюшко. Бёдра несколько булавовидные, в остальном ноги стройные. 
От близких родов отличается следующими признаками: пронотум удлиненный, без парных базальных ямок; гипомеральные гребни отсутствуют; метавентральный межкоксальный отросток зазубрен посередине и лишен пары длинных шипов.

## Систематика
Род был впервые выделен в 1887 году шведским энтомологом Эдмундом Райттером (1845—1920). Род включён в состав трибы Cyrtoscydmini Schaufuss, 1889 или Stenichnini Fauvel, 1885 (=Glandulariini, =Glandulariidae). В 2023 году морфологическое исследование выявило существенные различия между L. microphthalmus и всеми остальными сородичами. Этот вид является единственным евразийским представителем Stenichnini, у которого средние тазики не разделены мезовентральным отростком. Поэтому вид L. microphthalmus был выделен в отдельный род Turkocharis с новым названием Turkocharis microphthalma (Meybohm). Неарктический род Neladius Casey указан как морфологически наиболее сходный с предположительно близкородственными Leptocharis и Turkocharis
- Leptocharis algerica Besuchet, 1958 — Алжир[7]
- Leptocharis cretica (Pic, 1903) — Crête Magri, Фетхие, ю.-з. Турция[8]
  - =Euconnus creticus Pic, 1903
  - =Leptocharis holdhausi Besuchet, 1958
- Leptocharis revelieri (Reitter, 1887) — Каталония (Испания), Корсика (Франция), Сардиния (Италия)[3][5]
  - =Euconnus revelieri Reitter, 1887

Исключённый вид
- Leptocharis microphthalma Meybohm, 2009[3] — Турция, с 2023 → Turkocharis microphthalma